# Sand Island (Hawaii)
Sand Island ist eine zur Stadt Honolulu gehörende Insel im US-Bundesstaat Hawaii. Sie liegt am Eingang zum Hafen von Honolulu und verfügt über eine Fläche von 210 ha (520 acres).

## Geschichte
Als in den 1840er Jahren mit dem Ausbaggern des Hafens von Honolulu begonnen wurde, deponierte man einen Teil des Sandes auf dem vorgelagerten Saumriff. Dort gab es bereits die kleine Sandinsel Kamokuʻakulikuli, die bei Niedrigwasser vier ha (zehn acre) und bei Hochwasser zwei ha (fünf acre) maß. Schon 1839 war ein Quarantäne-Gesetz verabschiedet worden, das Schiffen, die ansteckende Krankheiten an Bord hatten, vorschrieb, bei der Ankunft auf den Sandwich-Inseln tagsüber gelb beflaggt zu sein.
1872 erklärte König Kamehameha V. die Insel zu einer Quarantänestation für Einwanderer, die auf den Zuckerrohrplantagen arbeiten wollten. Sie bestand damals aus nur einer erhöhten Plattform aus Sand und Schutt für die Station, einem Kai mit einer Schutzmauer aus Beton und einem niedrigen, morastigen Gebiet auf einem Riff. Kamokuʻākulikuli wurde durch die Hafenausbaggerung immer größer. 1906 war sie bereits auf 15,4 ha (38 acres) angewachsen und beherbergte zwei Krankenhäuser und ein Krematorium. Sie war zu jener Zeit die größte Quarantänestation der Vereinigten Staaten. Nachdem 1910 noch mehr Sand aufgeschüttet und ein Leuchtturm errichtet worden war, wurde sie „Sand Island“ genannt.
Mit Ausbruch des Zweiten Weltkriegs ging die Kontrolle der Insel auf das Kriegsministerium der Vereinigten Staaten über. Die US-Navy füllte sie nach Westen auf eine Größe von 208,8 ha (516 acres) auf. Nach der Bombardierung von Pearl Harbor und dem Ausrufen des Kriegsrechts am 7. Dezember 1941 wurde die Insel ab Mai 1942 in ein Internierungslager für Japaner, Deutsche und Italiener – auch mit US-Staatsbürgerschaft – umgewandelt. Unter den Insassen befand sich auch der Österreicher Alfred Preis, Architekt des Kriegsmahnmals USS Arizona Memorial von Pearl Harbor. Zelte ohne Boden wurden später durch neu errichtete Baracken ersetzt. Im März 1943 wurden die Insassen ins Internierungslager Honouliuli auf O’ahu gebracht. 1945 wurde eine 18,5 ha (46 acres) große Basis der U.S. Coast Guard am Leuchtturm etabliert.
Im Jahr 1959 übergab die US-Army Sand Island dem Hawaii-Territorium, bis sie 1963 an den Bundesstaat Hawaii überging. Die Insel war über einen Damm für Fahrzeuge erreichbar. 1962 errichtete das U.S. Army Corps of Engineers eine zweispurige Zugbrücke. Sie war bis Ende der 1980er Jahre in Betrieb, als eine neue Betonbrücke mit vier Spuren gebaut wurde, um das stark gestiegene Verkehrsaufkommen zu bewältigen.
Im Jahr 1976 wurde von Gouverneur Ariyoshi der Honolulu Harbor Master Plan 1995 verabschiedet, der vorsah, den größten Teil der Containeranlagen des Hafens von Honolulu auf Sand Island einzurichten. Sie werden bis in die Gegenwart von der Reederei Matson Navigation Company auf 63,5 ha (157 acres) genutzt. Für den Sand Island State Park auf der südlichen Seite wurde eine Fläche von 56,7 ha (140 acres) vorgesehen.  Im Juli 2020 erwarb der US-Onlineversandhändler Amazon auf Sand Island ein 5,9 ha (14,5 acres) großes Grundstück, um es „für den zukünftigen Bedarf seines Networks zu nutzen“.